# Classe Caio Duilio (nave da battaglia 1876)
Le corazzate della classe Caio Duilio sono state delle unità della Regia Marina costruite tra la fine degli anni settanta e l'inizio degli anni ottanta del XIX secolo. Con i loro 4 cannoni da 450mm in due torri binate e la velocità di 15 nodi, al momento della loro apparizione furono ritenute le più potenti navi da guerra esistenti.

## Progetto
Nel marzo del 1873 l'allora ministro italiano della Marina, ammiraglio Saint-Bon, presentò in parlamento il progetto avviato per la costruzione di una nuova classe di corazzate per la Regia Marina che, per caratteristiche tecniche e operative, dovevano esprimere il meglio allora realizzabile a livello mondiale.
Incaricato della realizzazione dell'ambizioso progetto era Benedetto Brin, direttore del Genio Navale.
Brin si era da tempo messo al lavoro per progettare le tre navi corazzate chieste dal ministero e aveva deciso che esse avrebbero dovuto essere unità di concezione del tutto nuova, senza compromessi. La prima ad essere impostata fu la Enrico Dandolo presso l'arsenale di La Spezia il 6 gennaio 1873, la quale fu poi completata solo nel 1882; ad essa seguì la nave gemella Caio Duilio impostata il 24 aprile 1873 presso il cantiere di Castellammare di Stabia.
Circa la terza unità prevista, i disegni furono talmente rimaneggiati secondo nuove direzioni costruttive che sfociarono in un tipo del tutto diverso di bastimento, che sarà in seguito realizzato con le due unità della classe Italia, le corazzate Italia e Lepanto.

## Caratteristiche
Le navi erano contraddistinte dall'abolizione dell'ormai pleonastica presenza della velatura, per cui le nuove corazzate si sarebbe distinta a prima vista dalle loro coeve; furono adottate corazze in grado di resistere egregiamente ai proietti dei cannoni da 50 tonnellate; venne realizzato un sistema di compartimenti allagabili per ridurre la superficie corazzata. Lo scafo era interamente in ferro con sperone sommerso lungo oltre 4 metri ed un'opera morta molto bassa, di soli 3 metri. La nave venne armata con cannoni Armstrong da 100 tonnellate, i più potenti disponibili al tempo che la ditta inglese si offrì di costruire a proprio rischio. Questi pezzi erano ad avancarica perché, per cannoni di tale potenza i meccanismi di retrocarica, già allora disponibili, non erano considerati del tutto sicuri.

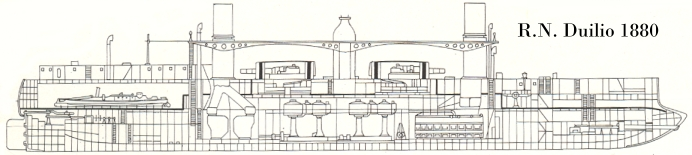
Sezione della Caio Duilio

La velocità massima venne fissata in 15 nodi, effettivamente raggiunti durante le prove. Lo sforzo industriale e tecnologico per la costruzione si dimostrò imponente per l'Italia dell'epoca, quasi del tutto priva di installazioni cantieristiche moderne, ma anche per questo la costruzione delle nuove navi era stata decisa, per dotare finalmente l'Italia dell'autonomia nelle costruzioni navali. Indubbio fu il successo dell'impresa: da allora in poi l'Italia entrò nel novero dei grandi costruttori di naviglio da guerra guadagnandosi un posto che occupa ancora oggi. I lavori si protrassero molto a lungo, la corazzata Caio Duilio venne varata l'8 maggio 1876 e finalmente completata, dopo l'allestimento, il 6 gennaio 1880, mentre la corazzata Enrico Dandolo venne completata solo nel 1882.

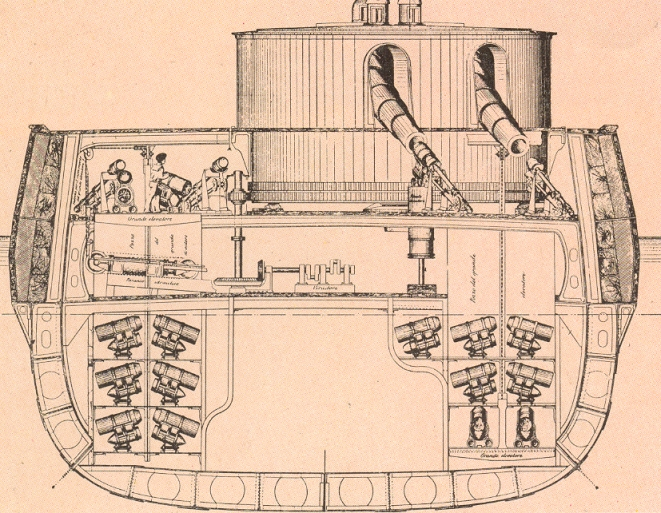
Spaccato della Caio Duilio col sistema di caricamento

La caratteristica più vistosa delle Duilio era l'armamento, con quattro poderosi pezzi da 100 tonnellate costruiti dall'inglese Armstrong, che erano raggruppati in due torri corazzate poste a centro nave, sistemazione tipica per tutte le grandi corazzate a torri dell'epoca. Questo era dovuto alla necessità di posizionare l'armamento, i depositi munizioni ed il sistema di ricarica, nella zona centrale del bastimento, quella più protetta dalle corazze, il cosiddetto "ridotto".
Visto che i cannoni erano ad avancarica, era stato realizzato un complesso sistema di caricamento automatico: dopo aver esploso i colpi le torri ruotavano alla posizione di ricarica, le canne venivano abbassate fino a trovarsi in linea con un sistema di calcatoi idraulici i quali, da sotto coperta e attraverso dei portelli corazzati che venivano allo scopo aperti, provvedevano a ricaricare i pezzi. La capacità di perforazione dei proietti da 450 mm, pesanti ognuno 908 kg, era di 650 mm d'acciaio, uno spessore di corazza che nessuna nave al mondo poteva vantare, in altri termini un colpo a segno della Caio Duilio era in grado di devastare letteralmente qualsiasi corazzata dell'epoca.
L'armamento era completato da pezzi di medio/piccolo calibro per la difesa dal naviglio sottile e da tre tubi lanciasiluri, di cui uno posizionato sotto il lungo sperone di prora. Circa la presenza dello sperone, è da notare come l'idea che una nave del genere potesse lanciarsi contro un'avversaria di pari classe per speronarla suona curioso al giorno d'oggi, tuttavia certe idee erano dure a morire, lo testimonia pure il fatto che, Caio Duilio e Enrico Dandolo a parte, tutte le grandi corazzate dell'epoca avessero ancora un imponente armamento velico, nei fatti assolutamente inutile, ma certamente "rassicurante" per gli uomini di mare del tempo.
Data la presenza di comparti allagabili, previsti dal progetto in funzione difensiva, si pensò di ricavare all'interno dello scafo un grande vano poppiero nel quale veniva ospitata un torpediniera che, nelle intenzioni del progettista, avrebbe dovuto essere messa in mare in prossimità del nemico per attaccare col siluro. In seguito l'idea venne abbandonata e la torpediniera sbarcata. Per la Enrico Dandolo questa sistemazione non venne realizzata. L'abitabilità era, come in tutte le navi militari dell'epoca, piuttosto sacrificata, mentre gli ufficiali avevano i loro alloggi in una lunga tuga poppiera, l'equipaggio era sistemato sottocoperta.
L'apparato motore era formato da due macchine a vapore alternative prodotte dall'inglese Penn e alimentate da otto caldaie, la potenza di progetto, pari a 7.500 cavalli, venne agevolmente superata alle prove. La dotazione di carbone, che serviva anche a rafforzare la protezione orizzontale, era di 1.300 tonnellate.
Un'altra particolarità riguardava il timone: non essendo allora disponibili adeguati servocomandi per la gestione della barra, in coperta vi erano cinque grandi ruote in posizione totalmente sprotetta che dovevano essere manovrate da un cospicuo numero di marinai.

## Reazioni
Il fatto che l'Italia, Stato appena affacciatosi alla ribalta della politica internazionale, avesse deciso di costruire navi così potenzialmente pericolose per le potenze marittime europee non passò certo inosservato. All'interno vi furono forti polemiche sull'opportunità per il giovane e ancora malfermo Stato di sostenere così forti spese militari per inseguire "inopportuni" sogni di potenza navale. All'estero le reazioni andarono dalla preoccupazione dei francesi, all'ammirazione degli americani, fino all'imbarazzato fastidio degli inglesi.
Per quanto riguarda la Francia, Caio Duilio e Dandolo costituivano da sole una formazione navale in grado di tenere in scacco l'intera flotta francese del mediterraneo. Nessuna delle corazzate transalpine avrebbe potuto resistere ad una bordata delle due navi, né inseguirle se queste avessero deciso di rompere il contatto, e viste le non certo idilliache relazione italo-francesi dell'epoca, la cosa non era da sottovalutare. Un rapporto della camera dei deputati francese sui problemi della marina riconosceva che la Caio Duilio era «…la più potente nave da guerra che l'arte navale abbia mai espresso…».

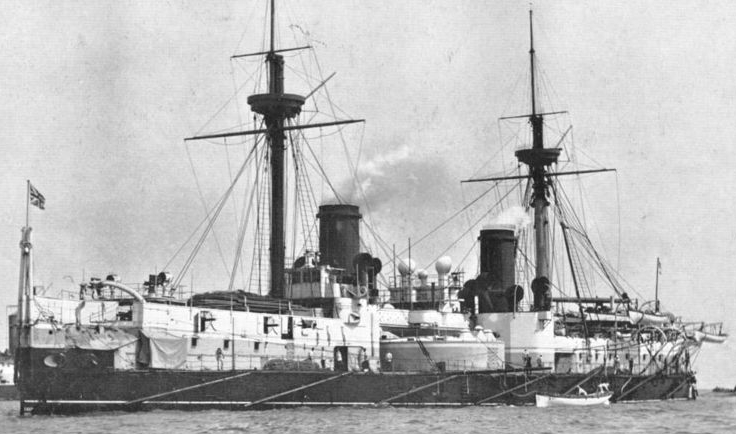
L'HMS Inflexible, dopo la riduzione della velatura

Negli Stati Uniti la Caio Duilio era vista come l'esatto esempio di ciò di cui l'US Navy doveva dotarsi al più presto. Durante una seduta parlamentare un senatore tuonò che la sola Caio Duilio avrebbe potuto distruggere l'intera flotta degli Stati Uniti. Anche nel Regno Unito, la Royal Navy, che certo non doveva temere la marina italiana, si sentì comunque psicologicamente scossa dalla costruzione della Duilio e la risposta non si fece attendere quando, nel 1876, con la corazzata italiana ancora in allestimento, venne varata l'HMS Inflexible, entrata poi in servizio nel 1882.
L'Inflexible era una vera e propria risposta mirata alle Duilio, trattandosi di un eccellente bastimento quasi identico alla corazzata della Regia Marina, seppur meno innovativo e non così potentemente armato. Si aprì inoltre una vera e propria polemica sulle caratteristiche delle Duilio quando il massimo esperto navale inglese dell'epoca, Sir E. J. Reed, ne mise pesantemente in dubbio le qualità specie per quanto riguardava il galleggiamento in caso di colpi incassati. Seguì uno scambio di lettere aperte sulle colonne del Times tra Reed stesso e Mattei del Genio Navale italiano dalle quali traspariva un certo nervosismo d'oltremanica. In effetti l'inglese, che si riferiva al bastimento italiano come alla "corazzata italiana tipo Inflexible" , pur di sostenere le proprie ragioni si spinse ad affermare che la Duilio sarebbe miseramente affondata ipotizzando condizioni di danneggiamento dello scafo tali da far colare a picco qualsiasi nave al mondo.
Il lungo periodo di costruzione e allestimento tenne viva la discussione finché all'atto del suo completamento il 6 gennaio 1880 la Caio Duilio fu, per le caratteristiche di velocità, protezione ed armamento, unanimemente riconosciuta come la corazzata più potente in servizio.

## Servizio

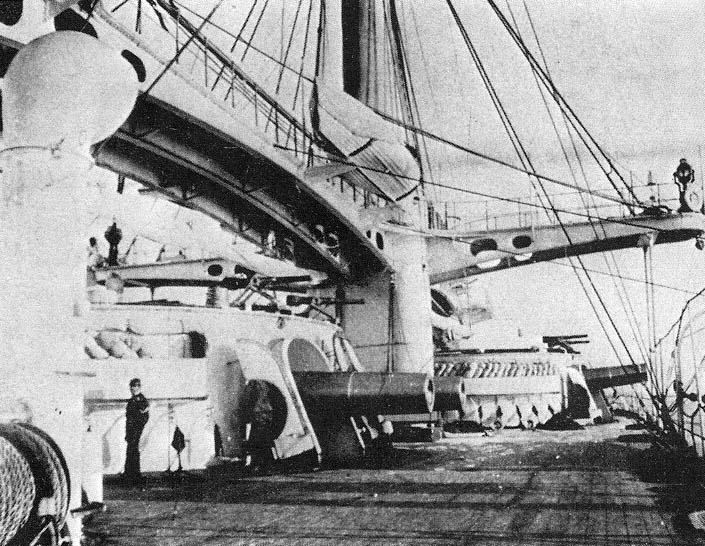
Le torri della Caio Duilio

La Caio Duilio svolse Il proprio servizio nel Mediterraneo dove compì anche crociere di visita ai paesi rivieraschi e venne talvolta inviata nel Mediterraneo Orientale quando occasioni di tensione o di difesa degli interessi nazionali lo richiedevano. A parte l'indubbio potere dissuasivo nei confronti della Francia, praticamente la Caio Duilio non ebbe uno sfruttamento politico della sua poderosa presenza sui mari e, date le condizioni politico-economiche dell'Italia dell'epoca che non poteva, o non sapeva, sviluppare una pur vagheggiata politica estera di potenza, proprio in quegli anni il governo italiano rifiutò l'invito inglese di partecipare all'occupazione del Canale di Suez, non spostò di fatto l'equilibrio navale nel Mediterraneo.
Nel corso della sua vita operativa non venne mai rimodernata e quando venne ritirata dal servizio, nel 1900, passò a compiti di nave scuola timonieri e mozzi, e successivamente utilizzata come batteria di difesa costiera. Nel 1906 venne disarmata e quindi radiata nel 1909.
Al contrario della "Caio Duilio" la corazzata Enrico Dandolo venne rimodernata nel 1894 e venne mobilitata per la guerra italo turca del 1911-12 svolgendo compiti di appoggio e difesa locale nelle rade di Augusta e Messina.
Durante il primo conflitto mondiale venne utilizzata con analoghi compiti a protezione delle basi di Brindisi e Valona dove, per qualche tempo, svolse il ruolo di ammiraglia del Comandante della forza navale in Albania.
Alla fine del conflitto, fino ad ottobre del 1919 fu sede del Comando Superiore Navale a Cattaro, incaricato dell'esecuzione delle clausole armistiziali presso la ex base della Marina Austro-Ungarica.
La corazzata Dandolo venne definitivamente radiata il 4 luglio 1920 dopo quasi quattro decenni di servizio.